# Беспятов, Евгений Михайлович
Евгений Михайлович Беспятов (1873—1919) — драматург, театровед, врач.

## Биография
Сын потомственного дворянина, коллежского асессора. Окончил в Петербурге 7-ю гимназию (1893), физико-математический факультет Императорского Санкт-Петербургского университета (1897), Императорскую медико-хирургическую академию (1901)
и Археологический институт (1903). В 1902 году служил младшим врачом 27-го пехотного Витебского полка, в это время им как «человеком крайне либерального
направления» заинтересовался Департамент полиции. Среди участников «Литературного сборника произведений студентов императорского Санкт-Петербургского университета» (1896) «Русское богатство» особенно выделило рассказ Беспятова «Жиган». В 1899 году Беспятов издаёт сборник стихов и прозы «Лютик». По признанию Беспятова, в его деятельности «Сплетаются и врач, и литератор, и театрал, и учёный». Как драматург Беспятов был связан с петербургским Малым театром, где успешно дебютировал в 1903 году пьесой из быта врачей «Лебединая песнь» (1903), после чего избран членом Театрального общества. За ней последовали пьесы «Доктор» (поставлен 1906), «Осветлённые» («Цветы болотные») (поставлен 1907) ― о нравственных исканиях молодёжи, «Вольные каменщики» (поставлен 1910) ― о русском масонстве XVIII в., «Свет тихий» (поставлен и опубликован: 1913) ― о начале царствования дома Романовых, комедия «Сказка о добром драконе» (1912) и др. Критика отмечала увлечение драматурга медицинским бытом и профессиональной лексикой: «Всемирный вестник» (1903) назвал «Лебединую песнь» «хирургической» пьесой, а рецензент журнала «Театр и искусство» упрекал автора в том, что он заставлял «nублику переживать впечатления от долгой агонии и смерти героя» (1907).
Беспятов публиковал рецензии на театральные книги и спектакли, а также статьи по истории театра и проблемам академического театрального образования: в «Журнале театра Литературно-художественного общества» ― «Театральная академия» (1908/1909), «Взгляды Плавильщикона на театр» (1910); в журнале «Театр и искусство» ― «Театральная школа» (1909), «Обераммергау» (1910); в «Родной стране» ― серия очерков «Беседы о народном театре» (1912). В 1907―1913 гг. в театральной школе А. С. Суворина читал лекции по истории западной драмы, философии и психологии искусства («Эволюция идеи театра», 1908; «Элементы научной психологии в театральном искусстве в связи с общими вопросами театра», 1912). Член кружка Я. П. Полонского. С 1909 года деятельно участвовал в «Средах» редактора «Ежегодника императорских театров» Н. В. Дризена.